# Пиксодар
Пиксодар (на старогръцки: Πιξώδαρος, Pixodaros, † 335/334 пр.н.е.) от династията Хекатомниди е сатрап на Кария (на югозападния бряг на днешна Турция). Той е най-малкият син на Хекатомн от Миласа. Брат е на Мавзол и Идрей, Артемизия и Ада.
Около 340 пр.н.е. Пиксодар сваля своята управляваща сестра Ада и поема владетелството в Кария.  През пролетта 336 пр.н.е. той предлага на македонския цар Филип II брак между неговия син Аридей и собствената си дъщеря Ада. Той получава друго предложение от принц Александър (Велики), че той иска да се ожени за принцесата.  Това дипломатическо действие на Александър води до ново скъсване с баща му и до изгонването му с някои от най-близките му приятели от македонския двор. 
Пиксодар омъжва дъщеря си за персийския благородник Оронтобат. Умира малко преди Ер Александър Велики да започне похода си до Азия през 334 пр.н.е. Управлението в Кария поема Оронтобат. 